# Ramon Molera i Pedrals
Ramon Molera i Pedrals (Moià, 1922-1983) va ser un esperantista i activista cultural català.
Va ser l'impulsor del butlletí Fragua (1943-1944) i també redactor de la revista La Tosca des de la seva fundació i el seu màxim impulsor des de 1951, com a redactor en cap. També va ser secretari de l'Agrupació Cultural La Tosca en crear-se l'any 1963 i la va presidir des de 1969. Va impulsar moltes activitats culturals a Moià, com ara l'Agrupación Filatélica Moyanesa i el Grupo-Ajedrez Moyá. Professionalment, Ramon Molera va ser delegat de la sucursal a Moià de la Caixa de Pensions.
També va ser un destacat esperantista i a ell es deu la fundació de l'Esperanto Grupo Moià l'any 1951, juntament amb Josep Solà. Havia aprés la llengua auxiliar internacional esperanto als 15 anys i el 1939 es va convertir en delegat de l'Associació Mundial d'Esperanto. Des de 1956 va ser director de cursos per correspondència oficials reconeguts pel ministeri d'educació i ciència espanyol.